# 底比斯墓地群

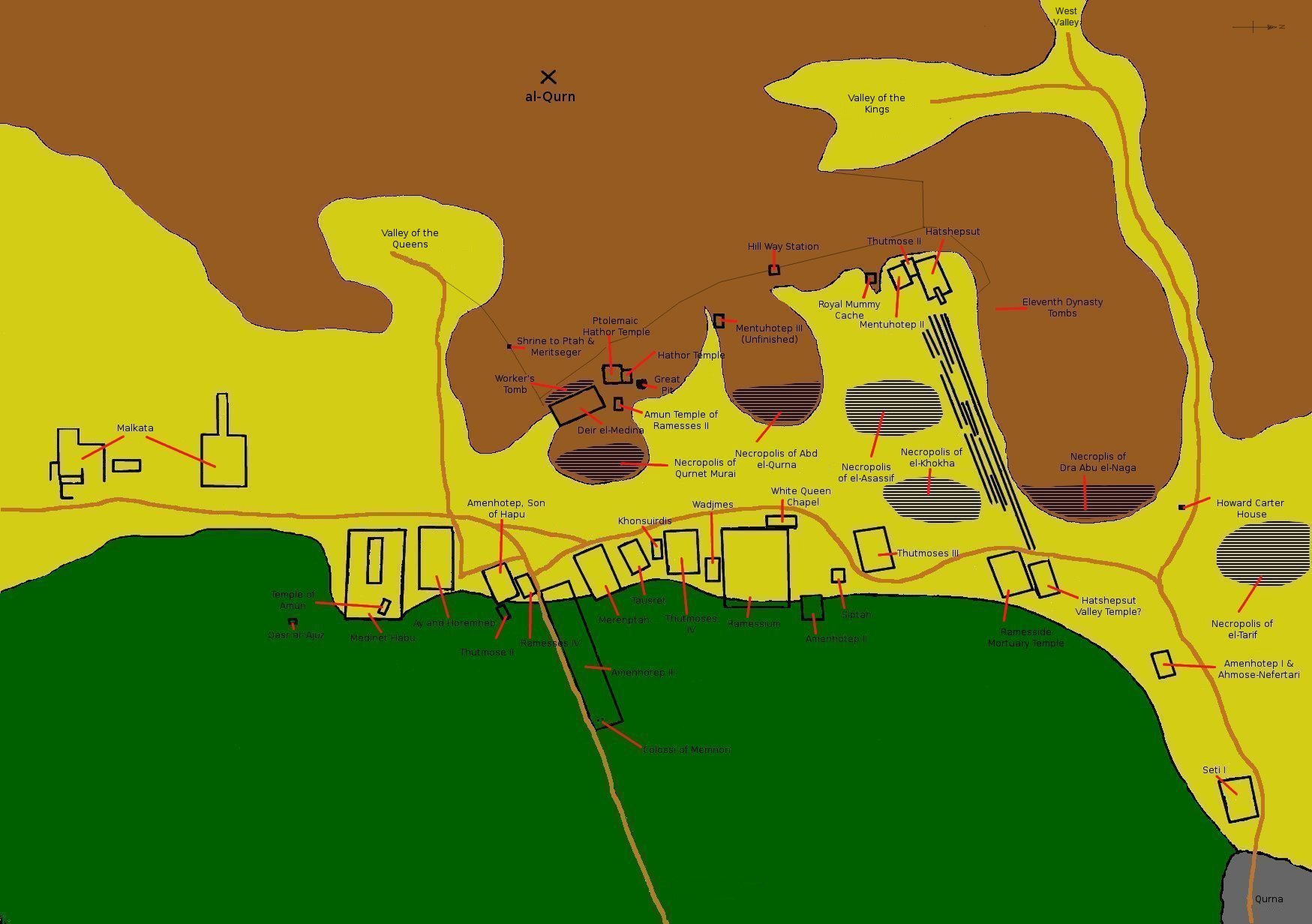
底比斯墓地群地图

底比斯墓地群（阿拉伯语：‎，羅馬化：Madīnat Ṭaybah al-Janāʼizīyah），是尼罗河西岸的一处墓地，与上埃及的底比斯（卢克索）相对。古埃及法老王主政時期（尤其是新王國時期），此處大部分時候都被用于下葬仪式。

## 神庙建筑
- 代尔埃尔巴哈里
  - 哈特谢普苏特神庙
  - 门图霍特普二世神庙
  - 图特摩斯三世神庙
- 麦迪内特-哈布
  - 拉美西斯三世神庙和宫殿
  - 哈伦海布神庙
- 阿蒙霍特普三世神庙
  - 门农巨像
- 麦伦普塔神庙
- 拉美西斯四世神庙
- 图特摩斯四世神庙
- 图特摩斯三世神庙
- 塔沃斯塔王后神庙
- 尼布温内夫神庙
- 古尔那
  - 塞提一世庙
- 阿蒙霍特普二世神庙
- 拉美西斯神庙（拉美西斯二世神庙）

## 皇家墓群
- 帝王谷（现代：“ Wadi el-Muluk ”）
- 皇后谷（现代：“ Biban el-Harim ”）
- 皇家宝藏
- 巴贝尔瓦斯

## 墓群
- 代尔麦地那
  - 工匠墓
  - 麦里特塞格和普塔神庙
- 贵族墓
  - 阿萨西夫
  - 埃尔阔卡
  - 埃尓塔里夫
  - 塔里夫
  - 古奈特村井
  - 谢赫·阿卜杜勒·古尔纳